# Urumi (película)
Urumi es una película épica de la India dirigida por Santosh Sivan. Tiene un reparto de Prithviraj, Prabhu Deva, Robin Pratt, Alexx O'Nell, Genelia D'Souza, Amol Gupte, Jagathy Sreekumar, Nithya Menon, Vidya Balan, Arya y Tabu. El arte marcial Kalaripayatu se destaca en la película.

## Trama
Hijo de un guerrero busca venganza por el asesinato salvaje de su padre y organiza un ejército para matar al asesino (el explorador Vasco da Gama). Sobre la marcha se encuentra con la princesa guerrera Ayesha.

## Reparto

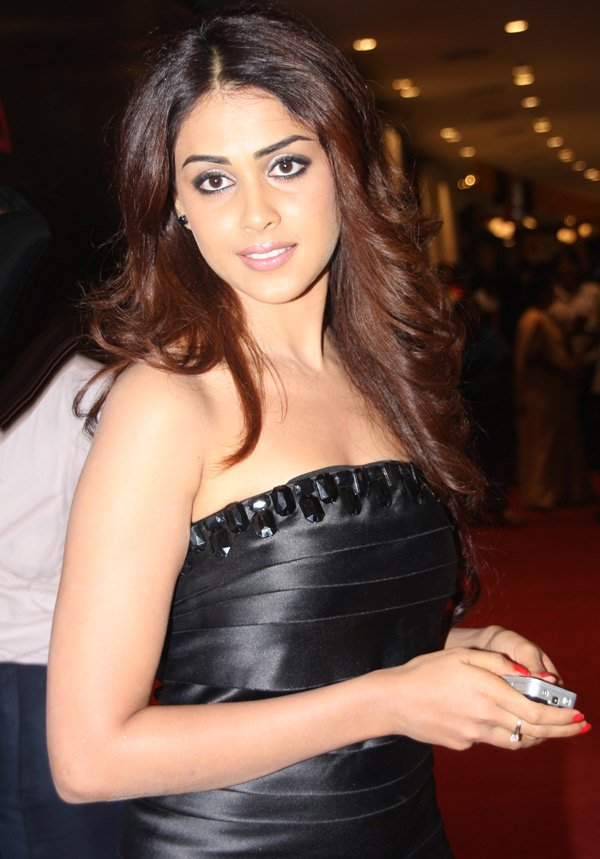
La actriz Genelia D'Souza interpreta el personaje de la princesa de Arackal.

| Papel                    | Actor               | Notas                  |
| ------------------------ | ------------------- | ---------------------- |
| Chirakkal Kelu Nayanar   | Prithviraj          |                        |
| Krishnadas ("K.D.")      | Prithviraj          | Kelu de hoy en día     |
| Estêvão da Gama          | Alexx O'Nell        |                        |
| Vasco da Gama            | Robin Pratt         |                        |
| Vavvali                  | Prabhu Deva         |                        |
| Amigo de KD              | Prabhu Deva         |                        |
| Chirakkal Thampuran      | Amole Gupte         | Rey de Kolathunad      |
| Chirakkal Bala           | Nithya Menon        | Princesa of Kolathunad |
| Chenichery Kurup         | Jagathy Sreekumar   | Ministro de Kolathunad |
| Chirakkal Bhanu Vikraman | Ankur Khanna        | Príncipe de Kolathunad |
| Chirakkal Kothuwal       | Arya                | Padre de Kelu          |
| Arackal Ayesha           | Genelia D'Souza     | princesa de Arackal    |
| Thangachan               | Arya                | El jefe tribal         |
| Makkom                   | Vidya Balan         |                        |
| Bailarina                | Tabu                |                        |
| Narradora                | K. P. A. C. Lalitha |                        |

## Banda sonora
"Aaro Nee Aaro" fue plagiado de las canciones "Caravanserai" y "The Mummers' Dance" de Loreena McKennitt.
| # | Título                             | Cantante(s)                 | Duración |
| - | ---------------------------------- | --------------------------- | -------- |
| 1 | "Aaranne Aarane"                   | Job Kurian, Rita            | 4:19     |
| 2 | "Aaro Nee Aaro"                    | K. J. Yesudas, Swetha Mohan | 6:20     |
| 3 | "Chimmi Chimmi"                    | Manjari Babu                | 2:44     |
| 4 | "Appaa"                            | Reshmi Sathish              | 3:19     |
| 5 | "Vadakku Vadakku-Friendship Remix" | Guru Kiran, Shaan Rahman    | 2:52     |
| 6 | "Thelu Thelu"                      | KR Renji                    | 3:51     |
| 7 | "Vadakku Vadakku"                  | Prithviraj                  | 3:27     |
| 8 | "Chalanam Chalanam"                | Reshmi Sathish              | 3:47     |
| 9 | "Theme Music"                      | Mili                        | 3:05     |